# Renealmia
Renealmia es un género de plantas con flores perteneciente a la familia Zingiberaceae. Comprende 151 especies descritas y de estas, solo 87 aceptadas. Se distribuye por las regiones tropicales de América y África.

## Descripción
Tienen hojas con vainas estriadas a reticuladas; pecíolo pequeño o ausente. Inflorescencia un tirso, racimo o raramente una espiga, terminal en un tallo frondoso o basal en el ápice de un brote afilo (escapo), brácteas usualmente herbáceas, persistentes a caducas en el fruto, bractéolas tubulares y cerradas antes de la antesis o raramente cupuliformes; cáliz tubular, turbinado o urceolado; corola glabra; labelo 3-lobado, lobos laterales involutos a horizontalmente patentes, estaminodios laterales diminutos. Cápsula irregularmente elipsoide; semillas café brillantes, arilo grande, rojo, amarillo o blanco.

## Taxonomía
El género fue descrito por Carlos Linneo el Joven y publicado en Supplementum Plantarum 7. 1781[1782]. La especie tipo es: Renealmia exaltata L. f.
Etimología
Renealmia: nombre genérico otorgado en honor del botánico francés Paul Reneaulme.

## Especies aceptadas
A continuación se brinda un listado de las especies del género Renealmia aceptadas hasta febrero de 2013, ordenadas alfabéticamente. Para cada una se indica el nombre binomial seguido del autor, abreviado según las convenciones y usos:
- Lista de especies de Renealmia